# Lisa Nicole Carson
Lisa Nicole Carson (New York, 12 juli 1969) is een Amerikaanse actrice. Ze is het meest bekend voor haar tv-rollen in de series ER en Ally McBeal. Ze verscheen tegelijkertijd in beide series. Ze werd in beide series ontslagen en heeft sindsdien nergens anders meer in gespeeld. Later werd bekend dat ze aan schizofrenie leed.

## Biografie
Carson werd geboren in Brooklyn. Haar vader was professor journalistiek aan de universiteit van Florida en haar moeder was kleuterjuf in New York. Haar jeugd bracht ze door in Florida. Toen ze 14 was gingen haar ouders uit elkaar en haar moeder keerde alleen terug naar New York. Carson kon goed zingen en deed in 1986 mee aan de talentenwedstrijd America's Junior Miss. Nadat ze in 1987 afstudeerde aan de middelbare school besloot ze om terug te keren naar New York en actrice te worden.
Haar eerste noemenswaardige rol was in 1991 toen ze in een aflevering van Law & Order speelde. Daarna speelde ze nog enkele kleine rollen. Van 1996 tot 2001 speelde ze Carla Reese in de ziekenhuisserie ER, ze was de vriendin van dokter Peter Benton waarmee ze een knipperlichtrelatie had. Van 1997 tot 2002 speelde ze onderzoeksrechter Renee Raddick in de advocatenserie Ally McBeal. In 2001 werd ze in beide series ontslagen vanwege haar houding en stemmingswisselingen. In 2002 speelde ze wel nog mee in de allerlaatste aflevering van Ally McBeal.